# Херцогство Неапол
Херцогство Неапол (на латински: Ducatus Neapolitanus, на италиански: Ducato di Napoli) е независима държава от 9 до 12 век в Южна Италия с център град Неапол.
Първоначално е византийска провинция (тема), управлявана от военен губернатор (dux). Както и в други византийски територии на Италия местната аристокрация успява да превърне херцогството в автономна държава и да направи длъжността „херцог“ наследствена. Държавата, просъществувала повече от пет века през Ранното средновековие, е известна и под името Неаполитанско херцогство (на италиански: Ducato napoletano).
Неаполитанското херцогство е въвлечено от самото си раждане и през цялото си съществуване в непрекъсната поредица от войни, главно отбранителни, срещу натиска на своите мощни и многобройни съседи. Сред тях са главно лангобардските княжества Беневенто, Салерно и Капуа, сарацинските пирати, византийските императори, папите и накрая норманите, които окончателно го завладяват през 1137 г., слагайки край на неговата история. 
Територията принадлежи първо към Византийската империя, но херцозите успяват да се откъснат от нейното господство. От 840 до 1137 г. херцогството се управлява от династията Сергии, основана от херцог Сергий I.
През 1137 г. херцогството и град Неапол стават част от норманското Сицилианско кралство на Рожер II.

## Територия
През 7 век херцогството включва, в допълнение към Неапол, тясната зона на крайбрежните райони (като близките Амалфи и Гаета), които лангобардите не успяват да завладеят. То се простира в района на сегашния Метрополен град Неапол, включително отвъд града, Везувиано, полуостров Соренто и остров Капри, Флегрейските полета и островите Иския и Прочида, района на Афрагола, териториите на Помиляно д'Арко, Кайвано, Сант'Антимо, Джулиано (до езерото Патрия), района на Нолано, както и районите на сегашната провинция Казерта, като Аверсано. През 866 г. остров Капри е дарен на Амалфи след договор. Населението на столицата Неапол през този период варира между 30 и 35 хил. жители. Херцогският дворец се е намирал в древния квартал „Нил“, между сегашния хълм Монтероне и улицата „Спаканаполи“. Комплексът се характеризира с дворове, портици и градини.

## История
Неаполитанският патрициат от херцогската епоха е представен от т. нар. „магнатски семейства“, регистрирани в седалищата на средновековния град: сред тях изпъкват тези на Капече, Ферарио, Мелузо, Пишичели, Папансоня, Боча, де Дженаро, Русо и Морфиза, и те имат особено значение в гражданския живот на града от 10 век.
Датата на раждане на Неаполитанското херцогство е несигурна. Ако е вярно, че в Неапол е имало dux (херцог) от Готската война (първият е бил Конон, споменат от Велизарий), също толкова е вярно, че в началото той не е имал граждански правомощия, а само военни (най-висшите граждански авторитет е Iudex, като напр. византиецът Схоластик, споменат от папа Григорий I). По-специално, папа Григорий I, след като напразно моли екзарх Роман да изпрати dux, назначава лично трибуна Констанций за командир на градския гарнизон, който успява да защити града при обсадата на Неапол през 592 г. от Аричис I от Херцогство Беневенто и Ариулф от Сполето.
Формирането на херцогството е постепенен процес, който води до все по-голямо значение на dux-а, който най-накрая става най-висшата гражданска и военна власт през 638 г. В писмо папа Хонорий I нарежда на Магистър Милитум Анатолий, вероятно dux на Неапол, да предаде на Iudex Provinciae войник от каструма на Салерно, виновен за убийството на брат му.
От 638 г. нататък гражданските и военните власти са централизирани в херцога (dux), назначен от и
мператора и подчинен първо на екзарха на Равена и след края на екзархата на стратега на Сицилия.
През 661 г., след като лангобардската заплаха намалява, Констант II назначава местния служител Василий за херцог: това е първата стъпка към формирането на независима от Византия държава. През 763 г. херцог Стефан II Неаполитански сече местни монети с лика на светеца-покровител и със собствен монограм. Според някои историци оттогава датира автономията на херцогството, но то продължава да бъде част, поне номинално, от Византийската империя. 
През 818 г., след смъртта на херцог Антим, Неапол се връща за кратък период под прекия контрол на византийците, които изпращат своите служители Теоктист и протоспатария Теодор II да управляват града. През 821 г. със Стефан III херцогският пост се връща на местната управляваща класа. Арабската династия се установява в Палермо през 831 г., но вече в Неапол може да се забележи промюсюлманска политика с оглед на по-средиземноморската, отколкото континентална насоченост на херцогството.
През 836 г. неаполитанците трябва да се съюзят със сарацините, за да се изправят пред още една обсада от принцовете на Беневенто (петата за двадесет години). По-нататъшна значителна стъпка към пълна автономия е направена през 840 г., когато херцог Сергий I обявява херцогския пост за наследствен.
Особено важен е съюзът, довел до създаването на Кампанската лига, промотирана от папа Лъв IV за защитата на Рим. Това е първият исторически съюз на италианските държави, обединени военно срещу външната заплаха, който предхожда по-известната Ломбардска лига с около три века. През лятото на 849 г. Кампанската лига е главният герой на битката при Остия, увековечена от Рафаело Санцио в известна фреска в стаите на Рафаело във Ватикана. Флот, съставен от кораби от херцогствата Амалфи, Гаета, Неапол и Соренто, под ръководството на консула Цезарий Неаполитански, разбива сарацините, които се готвят да акостират близо до Остия с намерението да извършат нахлуването и унищожаването на Рим и на Папството.
Освен това през 10 век те също трябва да се защитават от целите на император Ото II Саксонски.
През 1027 г. херцог Сергий IV Неаполитански дарява Графство Аверса на групата нормандски наемници на Райнулф Дренгот, които са го подкрепили в поредната война срещу Княжество Капуа. От базата в Аверса, в рамките на един век, норманите успяват да покорят цяла Южна Италия, давайки живот на Кралство Сицилия. Неаполитанското херцогство е една от последните територии, които попадат в нормански ръце, с капитулацията на херцог Сергий VII през 1137 г.

## Херцози на Неапол

### Номинирани от Византия
- 598 или 599: Мавренций
- 599-600: Годискал
- 600-603: ?
- 603-60?: Гондуин
- 60?-610: ?
- преди 610-616: Йоан от Компса
- .616-661: ?
- 661-666: Василий (назначен от византийския император Констанс II)
- 666-670: Теофилакт I
- 670-672: Козма
- 672-677: Андрей I
- 677-684: Цезарий I
- 684-687: Стефан I
- 687-696: Бонел
- 696-706: Теодосий
- 706-711: Цезарий II
- 711-719: Йоан I
- 719-729: Теодор I
- 729-79: Георги
- 740-755: Григорий I
- 755-800: Стефан II (установява официална независимост от Византийската империя през 763 г., свързва сина си Цезарий с властта, след това другия си син Григорий II от 788 до 794 г.)
- 794/800-801: Теофилакт II
- 801-818: Антим
- 818-821: Теоктист (този период е покрит от представител на Византийската империя, за да сложи край на наследствената война)
- 821: Теодор II
- 821-832: Стефан III
- 832-834: Боно
- 834: Лъв
- 834-840: Андрей II
- 840: Контард

### С наследствени титли
Тези херцози са по-независими от своите предшественици и не са избрани от императора, а са потомци на Сергий I, който е избран от гражданите.

#### Династия на Сергиите
- 840-864: Сергий I (граф на Кума )
- 864-870: Григорий III
- 870-877: Сергий II
- 878-898: Атанасий II
- 898-915: Григорий IV
- 915-919: Йоан II
- 919-928: Марин I
- 928-968: Йоан III
- 968-977: Марин II
- 977-998: Сергий III
- 998-1002: Йоан IV
- 1002-1027: Сергий IV (през 1027 г. дарява Графство Аверса на Райнулф Дренгот – първият нормански рицар в Южна Италия)
- 1027-1030: Пандулф IV от Капуа
- 1030-1036: Пандулф IV от Капуа (2-ро регентство)
- 1036-1042: Йоан V
- 1042-1082: Сергий V
- 1082-1097 или 107: Сергий VI
- 1097 или 1107-1120/112: Йоан VI
- 1120/1123-1137: Сергий VII (норманско завладяване на Неапол)